# Malaiische Freischwanzfledermaus
Die Malaiische Freischwanzfledermaus (Emballonura monticola) ist eine Art der Fledermäuse innerhalb der Familie Glattnasen-Freischwänze (Emballonuridae).
Sie wird oft mit der Kleinen Asiatischen Freischwanzfledermaus (Emballonura alecto) verwechselt, da beide Arten nebeneinander auf der Insel Borneo vorkommen.

## Merkmale
Die Art erreicht eine Kopf-Rumpf-Länge von 40 bis 60 mm und eine Schwanzlänge von 10 mm. Die Flügelspannweite liegt bei 160 bis 180 mm. Das Fell dieser Fledermäuse ist am Rücken braun, auf der Bauchseite heller gefärbt in braun oder grau-braun, bis cremefarben. Oft kommen rötliche Schattierungen vor. Die für die Familie typischen sackartigen Drüsen kommen bei allen Arten vor.
Zusätzlich haben alle Arten der Familie zwischen den Hinterpfoten eine Flughaut. Der Schwanz ragt durch ein kleines Loch in der Flughaut der Hinterpfoten hervor. Die Fledermaus kann durch Bewegungen der Hinterpfoten die bewegliche Schwanzflughaut (Uropatagium) während des Flugs hin und her bewegen. Möglicherweise verbessert dies ihr Flugverhalten.

## Verbreitung und Habitat

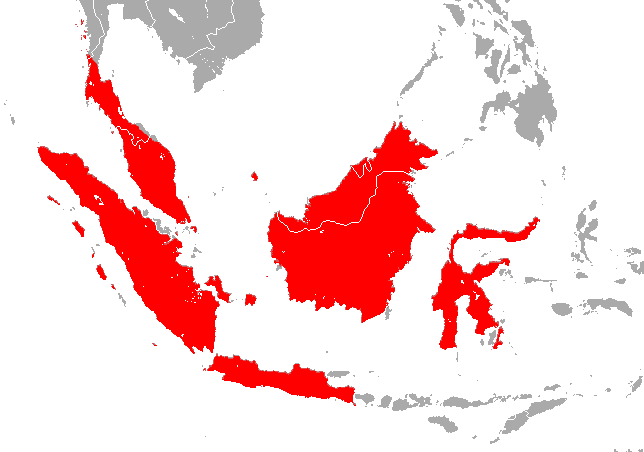
Verbreitungsgebiet

Die Malaiische Freischwanzfledermaus kommt von Thailand, über Java, Sumatra und Borneo bis nach Malaysia vor. Sie sind in vielen Habitaten, wie Wäldern oder offenen Landschaften zu finden, im Besonderen jedoch in Regenwäldern. Als Ruheplätze werden vorzugsweise Höhlen, Felsspalten und Hohlräume umgefallener Bäume genutzt.

## Lebensweise
Wie die meisten Fledermäuse sind Malaiische Freischwanzfledermäuse nachtaktiv. Bei Einbruch der Dämmerung machen sich alle Tiere einer Gruppe (ca. zwölf Tiere) gleichzeitig auf die Nahrungssuche und kehren gegen Sonnenaufgang wieder zurück.
Sie jagen in den Baumwipfeln meist kleinere Insekten und verzehren außerdem Früchte und Blüten, wobei sie eine Bestäuberrolle übernehmen. Später in der Nacht fliegen sie niedriger. Die Arten kommunizieren mit schrillen Rufen und stoßen Klicklaute aus.

## Fortpflanzung
Das Fortpflanzungsverhalten ist für diese Tiere wenig bekannt und variiert zwischen den Arten. Wahrscheinlich haben Malaiische Freischwanzfledermäuse keine feste Paarungszeit und die Fortpflanzung ist ganzjährig möglich. Das Weibchen wirft jeweils nur ein Junges, was nach etwa vier Monaten Tragzeit geboren wird.

## Status
Allgemein kommen Malaiische Freischwanzfledermäuse häufig vor. Die Weltnaturschutzunion (IUCN) listet Emballonura monticola als nicht gefährdet (LC), ein. Jedoch ist durch den Verlust des Lebensraums Regenwald eine abnehmende Tendenz festzustellen (Decreasing).